# Казе Чипријани (Пескара)
Казе Чипријани (итал. Case Cipriani) је насеље у Италији у округу Пескара, региону Абруцо.
Према процени из 2011. у насељу је живело 76 становника. Насеље се налази на надморској висини од 63 м.